# Levinebalia
Levinebalia – rodzaj cienkopancerzowców z rodziny Paranebaliidae.
Rodzaj utworzony w 2000 roku przez Genefora K. Walkera-Smitha. Gatunkiem typowym jest Levinebalia maria.
Pancerzowce z dwuklapkowym karapaksem. Oczy mają pozbawione ząbków czy innych kutykularnych wypustek, a na protopodicie i biczyku czułków drugiej pary mają łatki drobnych ząbków lub kolców. Na żuwaczkach brak szczoteczki szczecinek czy dodatkowego wyrostka molarnego. Protopodity odnóży odwłokowych mają gładkie, niepiłkowane krawędzie, natomiast na brzegach pleonitów 6 i 7 może występować słabo widoczne ząbkowanie.
Przedstawiciele rodzaju znani są z rejonu Australii i Nowej Zelandii.
Należą tu 2 opisane gatunki:
- Levinebalia fortunata (Wakabara, 1976)
- Levinebalia maria Walker-Smith, 2000